# Hari Singh
Maharadża Hari Singh (ur. w 1895, zm. w 1961) – był władcą rządzącym w Kaszmirze w czasach, w których Indie uzyskały niepodległość od Brytyjczyków.
Hari Singh z dynastii Dogra zdobył władzę w Kaszmirze w 1925 roku. Był autorem wielu reform, m.in. zapobiegających paleniu wśród młodych i znoszących zakaz poślubiania wdów hinduskich. W 1934 roku utworzył on Zgromadzenie Ustawodawcze, Praja Sabha.
Opozycją dla partii Dogra była antymonarchistyczna grupa kaszmirskich muzułmanów pod przewodnictwem szejka Abdullaha. W 1931 roku byli oni związani z ruchem przeciw partii Dogra, znanym pod hasłem Opuśćcie Kaszmir. 
Później, w roku 1947, kiedy poszczególne prowincje i księstwa miały podejmować decyzje o swoim losie, maharadża zwlekał z podjęciem decyzji, prawdopodobnie licząc na zachowanie pewnej autonomii lub niepodległości. Zaproponował on Indiom i Pakistanowi kompromis pozostawiający na pewien czas status quo, dający niezależność księstwu. Ugoda podpisana została przez Pakistan, Indie zaś nie chciały takiego obrotu sprawy. Jednak 22 października 1947 Pakistan złamał porozumienie, stosując blokadę ekonomiczną popartą inwazją plemion pasztuńskich na północny Kaszmir. Wtedy Hari Singh podjął decyzję o przyłączeniu się do Indii, podpisując 26 października akt przyłączenia się do Indii. Po wstąpieniu do Indii maharadża nie mógł odzyskać pełnej władzy w Kaszmirze, tak, jak planował. 
W 1949 roku, ponieważ Muhammad Abdullah dochodził do władzy poprzez działalność w zgromadzeniu ustawodawczym, Hari Singh postanowił zakończyć karierę polityczną i wyjechał do Bombaju. Władzę po nim objął jego syn, Karan Singh. W następnych elekcjach do Praja Sabha Rada Muzułmańska zajęła wszystkie 75 miejsc. Na pierwszym posiedzeniu zniesiono rządy dynastii Dogra.
26 kwietnia 1961 maharadża Hari Singh zmarł w Bombaju.